# Getlink
Getlink，原稱歐洲隧道公司（Eurotunnel）簡稱歐隧公司，是營運及管理英法海底隧道的公司，成立於1986年8月。
公司透過使用汽車專用車廂，提供汽車來往隧道的穿梭服務，同時也向其他使用隧道的列車徵收費用，包括歐洲之星客運列車、英威蘇鐵路（EWS）及法鐵（SNCF）的貨運列車。流量方面，使用隧道的乘客量僅為預期的三分之一。
現時公司負債纍纍，公司當年以100億英鎊貸款投資興建隧道，費用達預算金額6倍以上。現時負債金額為62億英鎊，其盈利幾近不足以償還債務。為了增加淨收入，公司曾裁減近三分一員工。
在英法隧道啟用前，公司曾預期該隧道可搶走渡輪公司的大部份生意。現時公司正為日後興建兩層行車隧道的可行性進行研究，但僅限制輕型車使用，主要是因為隧道通風及廢氣排放的問題。
2017年，歐洲隧道公司（Eurotunnel）更名為Getlink。

## 鐵路車輛
柴油機車
- 歐隧0001型 - 用於救援故障列車
- 歐隧0031型 - 用於調車

電力機車
- 歐隧9型
- 英鐵92型

## 外部連結
- Getlink （页面存档备份，存于） （英文） （法文）